# Вінчестер (Кентуккі)
Вінчестер (англ. Winchester) — місто (англ. city) в США, в окрузі Кларк штату Кентуккі. Населення — 19 134 особи (2020).

## Географія
Вінчестер розташований за координатами 37°59′58″ пн. ш. 84°11′22″ зх. д. / 37.99944° пн. ш. 84.18944° зх. д. (37.999463, -84.189408).  За даними Бюро перепису населення США в 2010 році місто мало площу 20,43 км², з яких 20,30 км² — суходіл та 0,14 км² — водойми. В 2017 році площа становила 23,66 км², з яких 23,35 км² — суходіл та 0,31 км² — водойми.

## Демографія
Згідно з переписом 2010 року, у місті мешкало 18 368 осіб у 7558 домогосподарствах у складі 4859 родин. Густота населення становила 899 осіб/км².  Було 8454 помешкання (414/км²).
Расовий склад населення:
| - 87,7 % — білих - 8,2 % — чорних або афроамериканців - 0,4 % — азіатів - 0,2 % — корінних американців - 1,6 % — осіб інших рас |

До двох чи більше рас належало 1,9 %. Частка іспаномовних становила 3,3 % від усіх жителів.
За віковим діапазоном населення розподілялося таким чином: 24,8 % — особи молодші 18 років, 61,7 % — особи у віці 18—64 років, 13,5 % — особи у віці 65 років та старші. Медіана віку мешканця становила 36,4 року. На 100 осіб жіночої статі у місті припадало 92,4 чоловіків;  на 100 жінок у віці від 18 років та старших — 87,2 чоловіків також старших 18 років.
Середній дохід на одне домашнє господарство  становив 52 909 доларів США (медіана — 36 538), а середній дохід на одну сім'ю — 64 831 долар (медіана — 49 435). Медіана доходів становила 39 147 доларів для чоловіків та 32 088 доларів для жінок. За межею бідності перебувало 20,1 % осіб, у тому числі 22,3 % дітей у віці до 18 років та 13,6 % осіб у віці 65 років та старших.
Цивільне працевлаштоване населення становило 7941 осіб. Основні галузі зайнятості: освіта, охорона здоров'я та соціальна допомога — 20,3 %, виробництво — 17,7 %, роздрібна торгівля — 14,2 %.